# Штерн, Людмила Яковлевна
Людми́ла Я́ковлевна Штерн (урождённая Давидо́вич; 30 апреля 1935, Ленинград — 11 июня 2023, Майами, Флорида) — русская писательница, переводчица, журналистка. Кандидат геолого-минералогических наук.

## Биография
Родилась 30 апреля 1935 года в Ленинграде в семье актрисы и писательницы Надежды Филипповны Фридлянд (известной под артистическим псевдонимом Надежда Крамова, 1899—2002) и видного ленинградского учёного-юриста, профессора государства и права ЛГУ Якова Ивановича Давидовича (1899—1964).
Мать посещала семинар Николая Гумилёва, тесно дружила с Владимиром Маяковским, Зинаидой Гиппиус и другими известными поэтами начала XX века. В дальнейшем написала и издала несколько книг воспоминаний. Отец специализировался на истории государства и права и трудовом праве. У него учился А.А. Собчак.
Окончила Ленинградский горный институт имени Г. В. Плеханова в 1958 году, гидрогеолог. Участвовала в ЛИТО Горного института под руководством Г. Семенова  наряду с Г. Горбовским, Л. Агеевым, А. Битовым, В. Британишским, Я. Виньковецким, А. Городницким, Л. Гладкой, О.  Тарутиным, Е. Кумпан. Окончила аспирантуру и защитила диссертацию на соискание степени кандидата геолого-минералогических наук в 1970 году в ЛГУ.
Была замужем за доцентом отделения информатики Бостонского университета Виктором Штерном (род. 1933). Занималась переводами и литературоведческой деятельностью.
Активная участница движений протеста против суда над Ю. Даниелем и А. Синявским и против преследования академика А. Д. Сахарова. Под давлением властей эмигрировала в США в 1976 году, где не прекращала своей правозащитной деятельности, работала в русских эмигрантских периодических изданиях. Жила в Бостоне, была научным сотрудником университета Брандейс.
Дружила с поэтом и Нобелевским лауреатом Иосифом Александровичем Бродским, общалась и состояла в переписке с писателем Сергеем Довлатовым. Перу Штерн принадлежит одна из биографий Бродского. Сам Бродский очень тепло отзывался о Людмиле Штерн:
Людмила Штерн — талантливый юморист и тонкий стилист, работающий в жанре короткого рассказа… Её творчество представляет собой сплав ироничной сдержанности и проницательности. У Штерн острый глаз, позволяющий ей подмечать детали современной жизни, и точный слух, различающий богатые оттенки городского разговорного языка. Все эти качества превращают чтение её прозы в удовольствие.

### Книги на русском языке
1. «По месту жительства» (Из-во Нового Русского Слова, Нью-Йорк, 1980)
2. «Под знаком четырёх» (Первое издание: Эрмитаж, Тенафлай, Нью-Джерси, 1984, Второе издание: Ретро, СПб, 2005)
3. «Охота к перемене мест» (Первое издание: Эрмитаж, Тенафлай, Нью Джерси, 1998, Второе издание: Независимая Газета, Москва, 2003)
4. «Бродский: Ося, Иосиф, Joseph» (Первое издание: Независимая Газета, Москва, 2001, Второе издание: Ретро, СПб, 2005, Третье издание: Freedom Letters, Нью-Йорк, 2023).
5. «Довлатов, добрый мой приятель» (Азбука, СПб, 2005, Freedom Letters, Нью-Йорк, 2023)
6. «Васильковое Поле»/«The Russian Blues» (Ретро, СПб, 2009)
7. «Поэт без пьедестала» (Время, Москва, 2010)

### Книги на английском языке
1. Leaving Leningrad (University Press of New England, Hanover, NH, 2001)
2. Brodsky: A Personal Memoir by Ludmila Shtern (Baskerville Publishers, Fort Worth, Texas, 2004)

### Книги на итальянском языке
1. Dodici Collegi (Sellerio Editore, Palermo, Italy, 1987)